# Шепчущая галерея

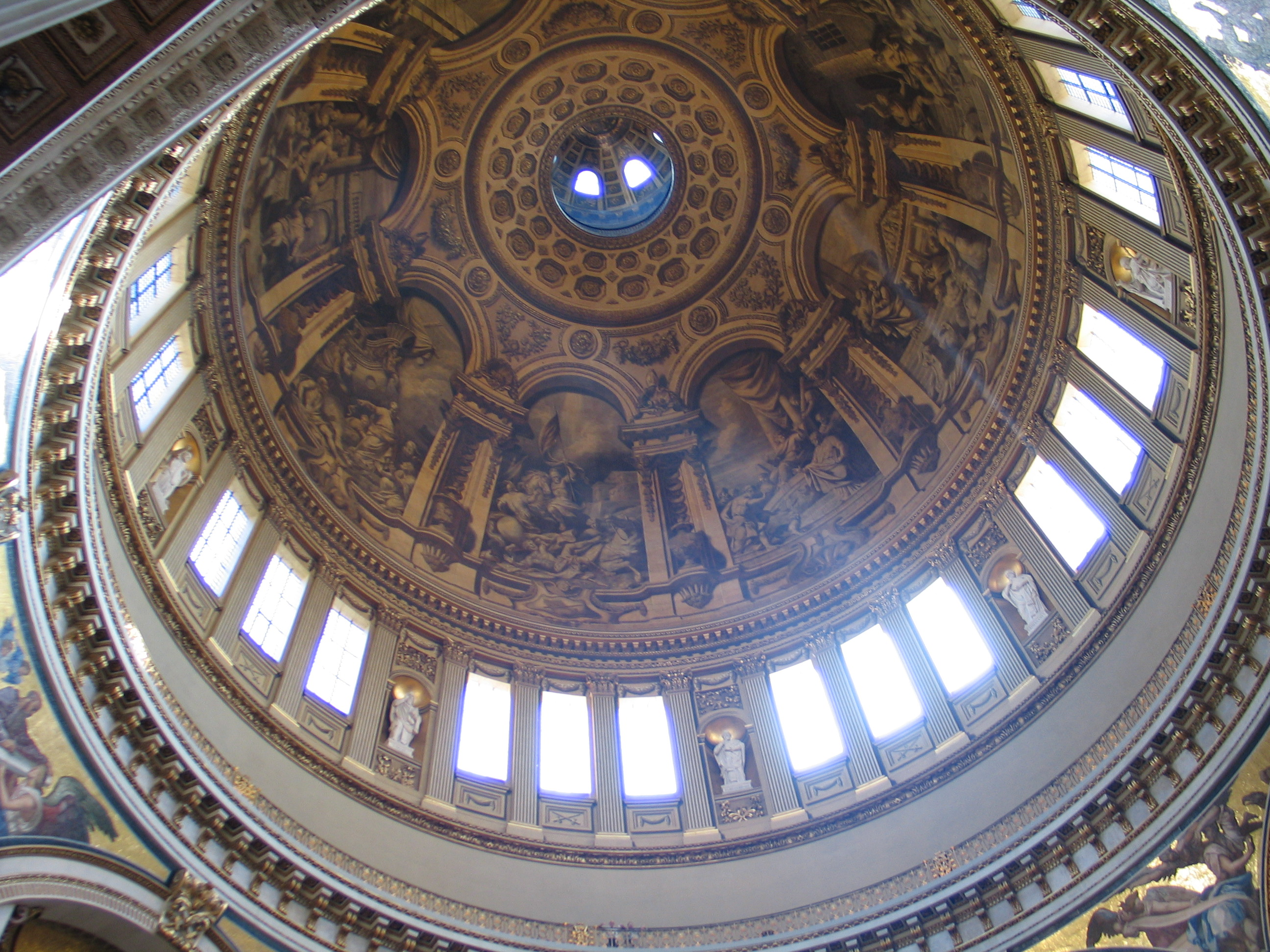
Шепчущая галерея под куполом Собора Святого Павла в Лондоне.

Ше́пчущая галере́я (в физике употребляется термин «эффект шепчущей галереи») — помещение, обладающее следующей особенностью: шёпот в нём хорошо распространяется вдоль стен, но не слышен в остальной части помещения.
Обычно такие помещения имеют круглую или эллиптическую форму. В помещениях круглой формы шёпот стоящего у стены человека будет слышен вдоль стен, но не в центре помещения. В помещениях эллиптической формы слова, произнесённые шёпотом в одном из фокусов эллипса, будут услышаны только в другом фокусе, но не в остальном помещении, причем шёпот будет услышан, даже если расстояние между фокусами весьма существенно.
Эффект шепчущей галереи в круглых помещениях связан с распространением вдоль стены акустической волны, испытывающей многократное полное внутреннее отражение. При этом при замыкании волны формируется характерная стоячая волна, прижимающаяся к стенкам галереи и получившая название моды шепчущей галереи. Впервые эффект был исследован Рэлеем в шепчущей галерее собора Святого Павла в Лондоне.
Аналогичные моды шепчущей галереи для электромагнитных волн широко применяются для создания компактных СВЧ и оптических резонаторов с высокой добротностью.

## Строения, в которых можно наблюдать эффект

### Памятники архитектуры
- Мечеть Селимие, Турция
- Храм Гроба Господня, Иерусалим
- Тадж-Махал, Индия
- Стена шёпотов в Храме Неба, Китай
- Собор Святого Петра, Ватикан
- Санта-Мария-дель-Фьоре, Флоренция
- Собор Святого Павла, Лондон
- Арка влюблённых, Казань
- Невьянская башня, Невьянск
- Станция «Маяковская» Московского метрополитена[2].
- Восточная проездная арка Новгородского детинца, Великий Новгород
- Минский главпочтамт

### Другие здания
- Центральный вокзал Нью-Йорка, галерея напротив бара «Устрица» (англ. Oyster Bar).
- Черновицкий национальный университет имени Юрия Федьковича — в аудиториях с эллиптическими сводами на первом этаже корпуса на Соборной площади и в корпусах бывшей резиденции митрополитов.
- Лекционный зал в полукруглом корпусе Одесской национальной академии связи имени Попова.
- Аудитория Военно-медицинской Академии, расположенная в куполе бывшей церкви Божией Матери «Всех скорбящих радости» при (бывшей) Обуховской больнице Императрицы Екатерины II. Санкт-Петербург, район Витебского вокзала.
- Коридоры с полукруглым потолком (например эскалаторные спуски в метро).
- Одна из келий Пафнутьево-Боровского монастыря.
- Ротонда на Гороховой улице в Санкт-Петербурге.

## В литературе
Герои романа Жюля Верна «Матиас Шандор» оказываются помещенными в тюрьму Пизинской крепости, в здание с коридором эллиптической формы, благодаря чему главный герой, Матиас Шандор, случайно подслушивает разговор, определивший все дальнейшее развитие сюжета:
Странное, но вполне объяснимое законами акустики явление неожиданно открыло ему тайну, которую он уже не надеялся разгадать.
Шагая по камере, граф Шандор несколько раз останавливался в углу, около двери, выходившей в коридор эллиптической формы, куда вели и двери других камер. Стоя в этом углу, он услышал звуки отдалённых голосов, но слов не мог разобрать. Сперва он не обратил на это внимания; но вдруг расслышал имя — своё собственное имя, — тогда он насторожился.

Здесь, по видимому, происходило акустическое явление, подобное тем, какие наблюдаются в круглых галереях под куполами или под сводами эллиптической формы. Слова, произнесённые на одной стороне эллипса, как бы пробегают вдоль изогнутой стены и раздаются на противоположной стороне, но их невозможно услышать ни в какой другой точке эллипса. То же явление можно наблюдать в склепах парижского Пантеона, в куполе собора святого Петра в Риме, а также в «Галерее вздохов» собора святого Павла в Лондоне. В таких случаях каждое слово, даже сказанное шёпотом в одном акустическом фокусе, можно расслышать в противоположном фокусе.